# Spectacular!
Spectacular! è un film per la televisione del 2009 targato Nickelodeon con protagonista Nolan Gerard Funk, Victoria Justice e Courtney Lane

## Trama
Un coro di una scuola superiore continua a perdere la maggior parte dei suoi membri uno per uno. Un cantante rock wannabe è convinto di unirsi al coro, nella speranza di vincere la prossima gara e premio in denaro

## Distribuzione
- Stati Uniti d'America: 16 febbraio 2009
- Germania: 8 agosto 2009
- Paesi Bassi: 30 agosto 2009
- Australia: 18 settembre 2009
- Italia: 24 ottobre 2009